# Ndawasamu River
Ndawasamu River är ett vattendrag i Fiji.   Det ligger i divisionen Centrala divisionen, i den nordöstra delen av landet, 60 km norr om huvudstaden Suva. Ndawasamu River ligger på ön Viti Levu.